# Vue
Vue település Franciaországban, Loire-Atlantique megyében. Lakosainak száma 1716 fő (2022. január 1.). Vue Chaumes-en-Retz, Frossay, Le Pellerin és Rouans községekkel határos.

## Népesség
A település népessége az elmúlt években az alábbi módon változott:
| Lakosok száma | 772  | 784  | 887  | 1277 | 1539 | 1608 | 1638 | 1615 | 1632 | 1716 |
|               | 1968 | 1982 | 1990 | 2006 | 2013 | 2015 | 2017 | 2019 | 2020 | 2022 |